# Sebastian Haffner

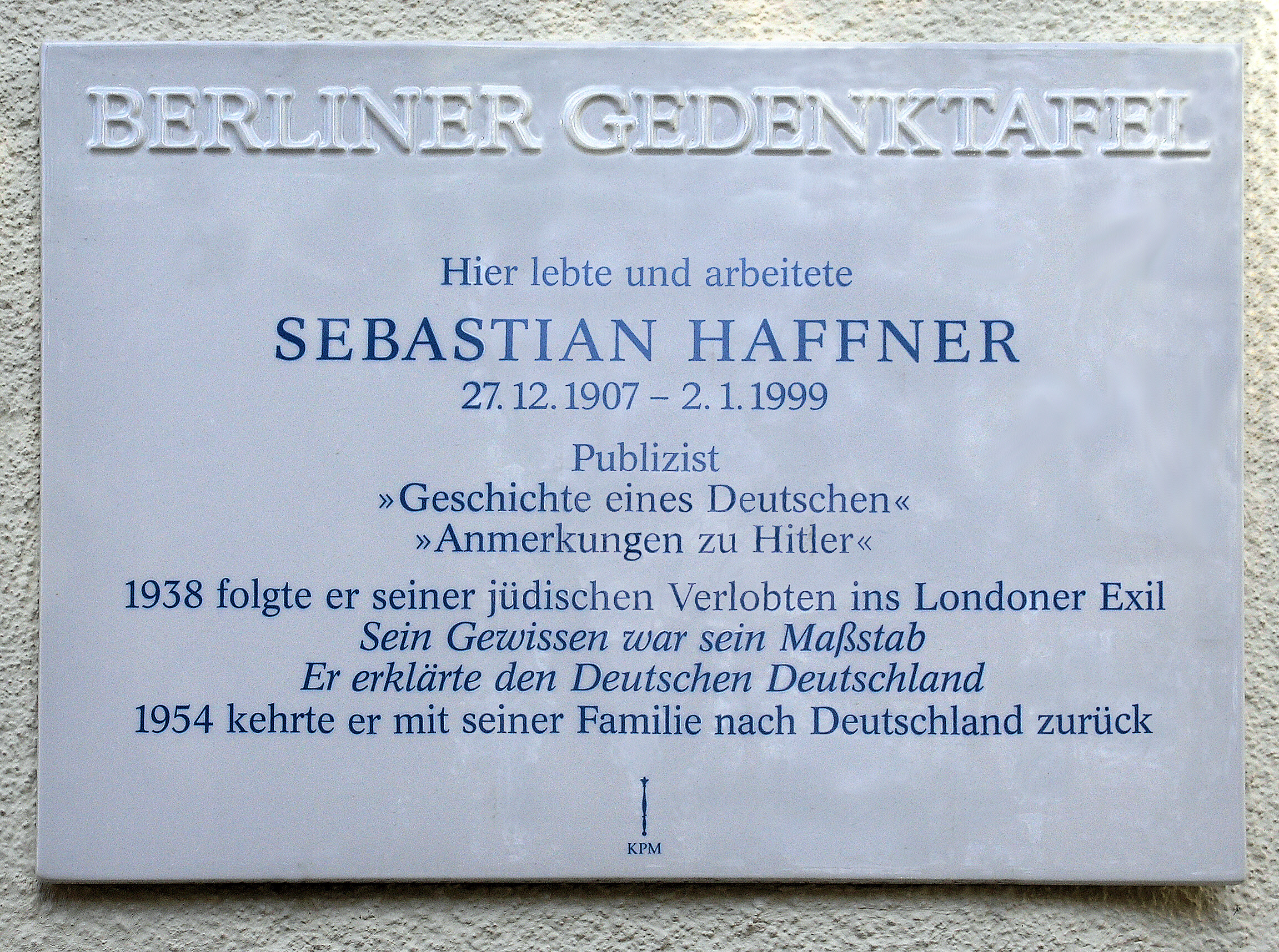
Minnestavla över Haffner vid Ehrenbergstraße 33, Berlin-Dahlem.

Sebastian Haffner, pseudonym för Raimund Pretzel, född i Berlin-Moabit 27 december 1907, död 2 januari 1999 i Berlin, var en tysk jurist, författare och journalist. Mest känd är han för den självbiografiska En tysk mans historia, som skildrade den smygande framväxten av det nazistiska tänkesättet i mellankrigstidens Tyskland. Hans svåger var matematikern Kurt Hirsch.
Haffner härstammade från orten Groß Tychow i provinsen Pommern och var son till reformpedagogen Carl Pretzel. I sin ungdom gick han på Königstädtische Gymnasium vid Alexanderplatz, där en av hans skolkamrater var Horst Wessel. Efter gymnasiet utbildade sig Haffner till jurist och tjänstgjorde därefter vid Kammergericht, men drog sig tillbaka från rättsväsendet efter nazisternas maktövertagande. År 1938 gick han i landsflykt då hans fästmö hade judiskt ursprung. I Storbritannien etablerade han sig som skriftställare och skarp kritiker av Hitlers regim. För att skydda sin identitet antog han pseudonymen Sebastian Haffner, vilket är en anspelning på Johann Sebastian Bachs namn och Mozarts Haffnersymfoni. År 1954 återvände han till Västtyskland, där han fortsatte sin publicistiska karriär.

## Verk i svensk översättning
- Haffner, Sebastian; Benecke Karin (1980). Anteckningar om Hitler. Stockholm: Alba. Libris 7642946. ISBN 91-7458-380-8
- Haffner, Sebastian; Mossdal Karin (2003). En tysk mans historia: minnen 1914-1933. En Panpocket från Norstedts ([Ny utg.]). Stockholm: Pan. Libris 8859165. ISBN 91-7263-339-5
- Haffner, Sebastian; Ekstrand Robert (2005). Den tyska revolutionen 1918/19. Nora: Nya Doxa. Libris 9876505. ISBN 91-578-0462-1